# エウリー・ペレス (投手)
- ユーリー・ペレス

エウリー・ラファエル・ペレス（Eury Rafael Pérez, 2003年4月15日 - ）は、ドミニカ共和国サンティアゴ州出身のプロ野球選手（投手）。右投右打。MLBのマイアミ・マーリンズ所属。

## 経歴
2019年7月にアマチュア・フリーエージェントでマイアミ・マーリンズと契約してプロ入り。この年はマイナーリーグの試合に出場しなかった。
2020年は新型コロナウイルスの影響でマイナーリーグの試合が開催されず、公式戦への出場はなかった。
2021年に傘下のA級ジュピター・ハンマーヘッズでプロデビューし、シーズン途中にA+級ベロイト・スナッパーズへ昇格。2チーム合計で20試合に先発登板して3勝5敗、防御率1.96、108奪三振の成績を記録した。
2023年5月10日にメジャー初昇格。12日にメジャー契約を結んでアクティブ・ロースター入りし、対シンシナティ・レッズ戦でメジャーデビューを果たした。
2024年はチームのエース候補として期待されて開幕を迎えたが、4月4日にトミー・ジョン手術を受けることが発表され、2024年シーズン全休が確定した。

## 詳細情報

### 年度別投手成績
| 年 度    | 球 団    | 登 板 | 先 発 | 完 投 | 完 封 | 無 四 球 | 勝 利 | 敗 戦 | セ 丨 ブ | ホ 丨 ル ド | 勝 率 | 打 者 | 投 球 回 | 被 安 打 | 被 本 塁 打 | 与 四 球 | 敬 遠 | 与 死 球 | 奪 三 振 | 暴 投 | ボ 丨 ク | 失 点 | 自 責 点 | 防 御 率 | W H I P |
| -------- | -------- | ----- | ----- | ----- | ----- | -------- | ----- | ----- | -------- | ----------- | ----- | ----- | -------- | -------- | ----------- | -------- | ----- | -------- | -------- | ----- | -------- | ----- | -------- | -------- | ------- |
| 2023     | MIA      | 19    | 19    | 0     | 0     | 0        | 5     | 6     | 0        | 0           | .455  | 374   | 91.1     | 72       | 15          | 31       | 0     | 2        | 108      | 6     | 1        | 35    | 32       | 3.15     | 1.13    |
| MLB：1年 | MLB：1年 | 19    | 19    | 0     | 0     | 0        | 5     | 6     | 0        | 0           | .455  | 374   | 91.1     | 72       | 15          | 31       | 0     | 2        | 108      | 6     | 1        | 35    | 32       | 3.15     | 1.13    |

- 2023年度シーズン終了時

### 年度別守備成績
| 年 度 | 球 団 | 投手（P） | 投手（P） | 投手（P） | 投手（P） | 投手（P） | 投手（P） |
| 年 度 | 球 団 | 試 合     | 刺 殺     | 補 殺     | 失 策     | 併 殺     | 守 備 率  |
| ----- | ----- | --------- | --------- | --------- | --------- | --------- | --------- |
| 2023  | MIA   | 19        | 3         | 3         | 0         | 0         | 1.000     |
| MLB   | MLB   | 19        | 3         | 3         | 0         | 0         | 1.000     |

- 2023年度シーズン終了時

### 記録
MiLB
- オールスター・フューチャーズゲーム選出：1回（2022年）

### 背番号
- 39（2023年 - ）